# Dolichancistrus cobrensis
Dolichancistrus cobrensis är en fiskart som först beskrevs av Schultz, 1944.  Dolichancistrus cobrensis ingår i släktet Dolichancistrus och familjen Loricariidae. Inga underarter finns listade i Catalogue of Life.